# 1625 w literaturze
Wydarzenia literackie w 1625 roku.

## Nowe książki
- polskie

- zagraniczne

## Urodzili się
- Klemens Bolesławiusz, polski poeta

## Zmarli
- Salomon Rysiński, polski pisarz